# Gatillo fácil
«Gatillo fácil» es una expresión utilizada en español para indicar una utilización abusiva por parte de las fuerzas de seguridad de armas de fuego, generalmente presentada por la policía como una acción accidental o de legítima defensa. En inglés la expresión equivalente es "trigger-happy" y tanto en uno como en otro idioma aparece además en algunas manifestaciones artísticas.
Otra expresión similar es «primero dispara y luego pregunta».

## Argentina

### Argentinazo
Se conoce como Argentinazo al movimiento social llevado a cabo en todo el país, producido, entre otros factores, por una larga crisis económica durante el gobierno de Fernando de la Rúa. Entre las medidas que iniciaron la revuelta popular se encontraba la decisión de limitar la extracción en efectivo del sueldo con el objetivo de mantener los recursos dentro del ámbito financiero. El 19 de diciembre de 2001 comenzaron los saqueos en todo el país: miles de personas en toda la Argentina sumidas en la pobreza saquearon supermercados en busca de alimentos, aunque también hubo saqueo de electrodomésticos. El 20 de diciembre, y tras la renuncia del ministro de Economía Domingo Cavallo, primero cientos y luego miles de personas se fueron agrupando en la Plaza de Mayo, exigiendo la renuncia del Presidente de la Nación Fernando de la Rúa. El presidente decretó el estado de sitio, y cuando intervino la policía hubo heridos de balas de plomo, 5 de ellos en Plaza de Mayo, 15 en todo el país. La revuelta social, que acabó con la renuncia de Fernando de la Rúa, dejó unos 25 muertos y 400 heridos.

### Masacre de Avellaneda
El 26 de junio de 2002 tuvo lugar la Masacre de Avellaneda, durante el gobierno del presidente Eduardo Duhalde; durante una marcha consecuencia de una seguidilla de protestas por la fuerte crisis económica del 2001, fueron asesinados los piqueteros Darío Santillán y Maximiliano Kosteki por el ex-comisario Alfredo Fanchiotti y el ex-cabo Alejandro Acosta, quienes posteriormente fueron condenados a cadena perpetua.

### Organizaciones de la sociedad civil
La Coordinadora contra la Represión Policial e Institucional (CORREPI) es una organización política sin fines de lucro que se encarga de luchar y denunciar las políticas de represión del Estado, enmarcándose dentro de la lucha por los Derechos Humanos. Se fundó en 1992 y se identifica como "una organización absolutamente independiente del estado, sus organismos y agencias". La organización contabiliza los asesinatos a lo largo del país por parte de las fuerzas de seguridad, desde el regreso de la democracia en 1983 hasta la actualidad. Según el Archivo de Casos de Personas Asesinadas por el Estado de CORREPI, solo entre 2015 y 2018 hubo un caso cada 21 horas, con un total de 1.303 homicidios. Incluye muertes en comisarías, en cárceles y en enfrentamientos donde hay exceso de la legítima defensa. En total, desde 1983 la organización lleva contabilizados hasta diciembre de 2018 un total de 6.536 muertes por gatillo fácil.

## Italia
El 20 de julio de 2001 durante contracumbre del G8 en Génova, organizada por el movimiento antiglobalización, fue brutalmente asesinado el joven activista Carlo Giuliani. Durante los incidentes una serie de disparos salieron de un jeep de la policía. Las balas eran de plomo y fueron directo a Carlo. Luego de lo ocurrido, el jeep que seguía su marcha frenó y dio marcha atrás, pasando por encima del cadáver de Giuliani, y volviendo a marchar hacia adelante.

## Gatillo fácil en el arte

### Música
Algunos grupos han hecho letras referidos al tema, principalmente dentro del escenario punk, reggae, ska y rock. Entre ellas:
- Pistolas de Los Piojos, hace alusión al gatillo fácil en la Argentina en la década de los 90 (es el séptimo mejor tema de la historia del Rock Argentino, según el sitio Rock.com.ar)
- Gatillo fácil de Ignacio Copani (1996), es una milonga dedicada al accionar policial hacia los jóvenes.
- Solamente por pensar (2002) de Ska-P, dedicada a Carlo Giuliani, editada luego al italiano.
- Muerte accidental de un anarquista de Los Muertos de Cristo también dedicada a Carlo Giuliani
- Gatillo fácil de Dos Minutos, dedicada a aquellos argentinos muertos por el accionar policial hacia los jóvenes y adultos en general.
- Gatillo fácil de la banda de cumbia villera Flor de Piedra. Cuenta la historia de un "pibe" (niño o joven) asesinado por un policía gatillo fácil.
- Gatillo fácil de la banda de heavy metal argentino Malón (que se juntó nuevamente en 2011). Habla del abuso de autoridad policial en la Argentina de forma indirecta y menciona algunos lugares en los que ocurrió.
- Trigger Happy  canción de "Weird Al" Yankovic.
- Usada como fragmento de la canción ''Miedos'' de Emanero (Federico Giannoni) (Mc Argentino)
- El Relato de Salta La Banca. Hace mención a las víctimas de la Masacre de Avellaneda, Darío Santillán y Maximiliano Kosteki.
- Ellos de Salta La Banca. ("Contame qué se siente llenar pancitas vacías con el frío del fusil").
- Canguro de Wos. ("Salgan del medio, lo digo en serio. Fuera la yuta, se meten al barrio, le tira a los pibes y les mata los sueños").

### Cine y televisión
- Trigger Happy TV programa británico de televisión del 2000.
- Trigger Happy película de 1996 también llamada Mad Dog Time cuyo título en español es Encantado de matarte.
- Trigger Happy película de 2001 protagonizada por Daniel Von Bargen y dirigida por Julian West.
- Trigger Happy película de cortometraje de 1996 dirigida por Brian McCulley.
- Trigger Happy película de cortometraje de 2006 dirigida por Andrew Gunn.
- Trigger Happy cortometraje de animación de 2009 dirigida por Javier López-Duprey.
- Triggerhappy cortometraje sueco del Oeste de 2003 dirigida por Klas Jonsson.

### Literatura
- Trigger Happy libro de Steven Poole.
- Triggerhappy, es el nombre de un personaje de ficción que ha aparecido en historietas y en películas de animación.